# Lene Laub Oksen
Lene Ida Laub Oksen (født 17. juni 1969) er en dansk skuespiller. Hun debuterede i 1995 i gyseren Sidste time, og medvirkede i 1998 i filmen Festen, i hvilken hun spillede Christians afdøde tvillingesøster, Linda.
Laub Oksen blev uddannet fra Statens Teaterskole i 1994 og er ifølge IMDB's liste over credits, i filmen "Baby" krediteret under navnet Ida Laub Oksen.

## Filmografi
| År   | Titel               | Rolle          | Noter                         |
| ---- | ------------------- | -------------- | ----------------------------- |
| 1995 | Sidste time         | Nicoline       | debutfilm                     |
| 1995 | Kun en pige         | Gerda som stor |                               |
| 1998 | Festen              | Linda          |                               |
| 1998 | Pas på mor          | Lulu           | tv-serie, afsnit 3            |
| 1999 | Mifunes sidste sang | Prostitueret   |                               |
| 2003 | Baby                | Cadett         | krediteret som Ida Laub Oksen |